# Ulrike Hein (Bildhauerin)
Ulrike Hein (* 17. Januar 1960 in Neuenbürg, Baden-Württemberg) ist eine deutsche Bildhauerin und Performance-Künstlerin.

## Leben
Ulrike Hein wurde 1960 in Neuenbürg bei Pforzheim geboren. Nach ihrer Gesellenprüfung als Gärtnerin in Freudenstadt studierte sie von 1984 bis 1991 an der Staatlichen Akademie der Bildenden Künste Stuttgart bei Professor Jürgen Brodwolf, der von 1982 bis 1994 die Professur für Bildhauerei innehatte. 1991 bis 1993 erhielt Ulrike Hein ein Atelierstipendium des Landes Baden-Württemberg, 1992 ein Stipendium der Kunststiftung Baden-Württemberg. 1993 wurde sie mit dem Friedrich Vordemberge-Stipendium der Stadt Köln ausgezeichnet. Ihr damaliger Lebensgefährte war der insbesondere durch die Stolpersteine bekannte Bildhauer Gunter Demnig (* 27. Oktober 1947). 1995 erhielt Ulrike Hein ein Auslandsstipendium für die Cité Internationale des Arts Paris. Nach einer schweren Erkrankung zog sie 2003 von Köln nach Baiersbronn. Seit 2004 lebt sie in Tübingen.

## Künstlerisches Schaffen
Zentrales Thema ihrer Arbeiten ist die Energie, mit der sie sich unter Verwendung unterschiedlicher Materialien wie Stahl, Naturstein und insbesondere Filz auseinandersetzte. Häufig integrierte Ulrike Hein in ihre Installationen, Objekte und Performances Gegenstände des alltäglichen Lebens. Die Tischinstallation „Geschlossener Kreislauf“ (1993) macht ihre künstlerische Intention deutlich. Ein elektrischer Impuls von 7000 Volt aus einem Elektrozaungerät wurde in Sekundenintervallen durch eine ovale Bleischiene geschickt, die in die Platte eines Buchenholztisches eingesetzt war. Die physikalische Energie des Tisches übertrug sich durch Berührung direkt auf den Betrachter. Der Tisch als Ort der Begegnung und Gemeinschaft wird zur Metapher eines geistigen, energiegeladenen Dialogs und vereint die um ihn Versammelten somit auch auf einer unsichtbaren, transzendentalen Ebene.  Der Stromkreis symbolisiert einen  geistigen Austausch von Ideen.  Ulrike Hein beschäftigte sich in ihren sozialkritischen Arbeiten um sich verändernde Aggregate und energetische Prozesse. Entstanden sind dabei Arbeiten wie "Drehung" (1992) oder die in Paris gefertigte Installation "Das Pneuma-Paris '95". Zu den zentralen Objekten dieser Kategorie zählen u. a. auch neun Weihebecken, die unter dem Titel „betr.: Energie“ (1993/94) eine Werkgruppe bilden. Auf der Grundlage des erweiterten Energiebegriffs von Joseph Beuys ummantelte Ulrike Hein die aus ihrem ursprünglich rituellen Kontext gelösten Weihebecken mit grauem Filz. Bekannt als Wärme- und Energiespeicher wird Filz hier gleichzeitig zum Träger historisch bedeutsamer Zitate und damit zum spirituellen Kraftspender.
Den Arbeiten von Ulrike Hein attestierte Manfred Schneckenburger trotz ihrer reduzierten, ruhigen Form eine gefährliche Beunruhigung . So löst auch die Großinstallation „Verbotene Gegenstände“ (1999), eine Ansammlung unterschiedlichster Filzwaffen, entgegen ihrer textilen, verharmlosenden Erscheinungsform, ein Gefühl des Unbehagens aus.
Mit dem Titel #Killing Filz wurde Ulrike Hein zuletzt 2009 im Forum für zeitgenössische Kunst in Schloss Neuenbürg eine Retrospektive gewidmet. Zum Ausstellungskonzept gehörte die Einrichtung einer medialen Kommunikationsplattform. Der Besucher war aufgefordert, den von den Arbeiten ausgehenden Handlungsimpuls – ganz im Sinne Beuys‘ – unmittelbar in einen Text umzusetzen und mit der Außenwelt zu kommunizieren.

## Auszeichnungen/Stipendien
- 1988: Akademiepreis für Bildende Kunst des Bundesministeriums für Bildung und Wissenschaft
- 1989: Förderpreis für Bildende Kunst des Bundesministeriums für Bildung und Wissenschaft

## Einzelausstellungen (Auswahl)
- 2009: #Killing Filz – Retrospektive Ulrike Hein, Forum für zeitgenössische Kunst, Schloss Neuenbürg
- 1998: Ulrike Hein, Verbotene Gegenstände, Kunstverein Ingolstadt
- 1997: Ulmer Kunststiftung PRO ARTE
- 1996: Retour de Paris, Institut Français, Stuttgart
- 1994: Stipendiatenausstellung der Kunststiftung Baden-Württemberg
- 1994: Haus der Kunststiftung Baden-Württemberg
- 1993: Artothek Köln
- 1989: Galerie der Stadt Fellbach
- 1989: Kunstinstitut Stuttgart

## Ausstellungsbeteiligung (Auswahl)
- 2001: Filz – Kunst, Kunsthandwerk und Design, Deutsches Textilmuseum Krefeld, Landesmuseum für Vorgeschichte Dresden
- 2000: Filz – Kunst, Kunsthandwerk und Design, Badisches Landesmuseum Karlsruhe
- 1997: ‚LUST AUF ANGST’ Symposium Eickelborn, Forensische Psychiatrie Eickelborn, UnterbezirksDaDa, Vordemberge-Stipendiaten, Stapelhaus Köln, CHAMPION, Waterfront West, City Art Gallery, Leeds/Großbritannien
- 1996: Marchtaler Fenster 1996, Klosteranlage Obermarchtal, Metall-Bildhauersymposium Metzingen
- 1995: KölnKunst 4, Josef-Haubrich Kunsthalle, Köln, 12th International Biennale of small sculpture, Murska Sobota/Slowenien, Un-scheinbare Wirklichkeiten, Bad Krozingen
- 1995/1996: Scharfer Blick, Deutscher Künstlerbund in Bonn 1995/96, Bundeskunsthalle Bonn
- 1994: Acht Gruppen – Acht Räume, Württembergischer Kunstverein Stuttgart
- 1993: Bex & Arts, Bex (Schweiz), Förderstipendiaten der Stadt Köln, Stapelhaus Köln, Recall Byblos, Muzejski Galerijski Zagreb/Kroatien, Symposium Umspannwerk Singen
- 1992: 5. Triennale Fellbach, Kleinplastik, Wilhelm-Lehmbruck Museum, Duisburg
- 1991: Daimler-Symposium, Stuttgart; 7 Tage unter Bergaufsicht, Zeche Teutoburgia, Herne
- 1990: Symposium Krimpenbachalm, Tirol; Zeitkunstgalerie Ferdinand Maier, Kitzbühel
- 1989: Kunststudenten stellen aus, Saarlandmuseum Saarbrücken, Kunstverein Kassel, Freiburg, Köln
- 1988: Zeichnend, Kunstverein Ulm; Bildhauersymposium Weingarten